# NGC 1213
NGC 1213 је спирална галаксија у сазвежђу Персеј која се налази на NGC листи објеката дубоког неба.
Деклинација објекта је + 38° 38' 57" а ректасцензија 3h 9m 17,3s. Привидна величина (магнитуда) објекта NGC 1213 износи 14,7 а фотографска магнитуда 15,3. NGC 1213 је још познат и под ознакама IC 1881, UGC 2557, MCG 6-7-45, CGCG 524-58, PGC 11789.